# God of War (videojuego de 2005)
God of War es un videojuego de acción y aventuras hack and slash desarrollado por Santa Monica Studio y publicado por Sony Computer Entertainment para la PlayStation 2. Es la primera entrega de la serie God of War y la tercera cronológicamente. Basado libremente en la mitología griega, está ambientado en la antigua Grecia con la venganza como motivo central. El jugador controla al protagonista Kratos, un guerrero espartano que sirve a los dioses del Olimpo. La diosa Atenea le encarga a Kratos que mate a Ares, el dios de la guerra y ex mentor de Kratos que engañó a Kratos para que matara a su esposa e hija. Mientras Ares asedia Atenas por odio a Atenea, Kratos se embarca en una búsqueda para encontrar el único objeto capaz de detener al dios de una vez por todas: la Caja de Pandora.
La jugabilidad de God of War se centra en el combate basado en combos, logrado a través del arma principal del jugador, las Espadas del Caos, y un arma secundaria adquirida más adelante en el juego. Cuenta con eventos de tiempo rápido que requieren que el jugador complete varias acciones del controlador de juego en una secuencia cronometrada para derrotar a enemigos y jefes más fuertes. El jugador puede usar hasta cuatro ataques mágicos y una habilidad para mejorar el poder como opciones de combate alternativas. También presenta rompecabezas y elementos de plataformas.
God of War vendió más de 4,6 millones de copias en todo el mundo, lo que lo convierte en el decimocuarto juego de PlayStation 2 más vendido de todos los tiempos. Considerado como uno de los mejores juegos de acción y aventuras para la plataforma, ganó varios premios al "Juego del año". En 2009, el sitio web de entretenimiento IGN nombró a God of War como el séptimo mejor juego de PlayStation 2 de todos los tiempos. Ha sido muy elogiado por sus gráficos, sonido, historia y jugabilidad y ha sido citado como uno de los mejores videojuegos jamás creados. El éxito del juego condujo al desarrollo de siete juegos más y la expansión a otros medios. El juego y su primera secuela, God of War II, fueron remasterizados y lanzados en noviembre de 2009 como parte de God of War Collection, y en 2012, la versión remasterizada fue relanzada como parte de God of War Saga, ambas para la PlayStation 3 (PS3). En mayo de 2010 se publicó una novelización del juego. Se había estado desarrollando una adaptación cinematográfica durante muchos años, pero finalmente se canceló.

## Sinopsis

### Características
God of War transcurre en una versión alternativa de la Antigua Grecia, donde existen seres mitológicos como los dioses o los titanes. Con la excepción de flashbacks, los hechos transcurren entre los juegos Chains of Olympus (2008) y Ghost of Sparta (2010). Hay seis localizaciones a explorar, siendo reales el Mar Egeo o la ciudad de Atenas y ficticias el Desierto de las Almas Perdidas, el Templo de Pandora, el Inframundo y una pequeña escena en el Monte Olimpo.
El Mar Egeo es un escenario basado en un barco. Atenas es una ciudad en guerra asaltada por Ares, el dios de la guerra; tras la ciudad se encuentra el Desierto de las Almas Perdidas, un gran desierto con ruinas antiguas. Sin embargo, la mayoría del juego transcurre en el Templo de Pandora. El gigantesco templo, construido por el arquitecto Pathos Verdes III, está repleto de trampas y monstruos, además de contener tres secciones dedicadas al titán Atlas y a los dioses Hades y Poseidón. El Inframundo es un mar de sangre con pilares hechos de roca y huesos gigantes, donde las almas caen a la Laguna Estigia. La escena final en el Monte Olimpo, es un templo en el cielo con una sala del trono del Dios de la Guerra.

### Personajes
El protagonista es Kratos, (voz de Terrence C. Carson), un guerrero espartano que sirve a los dioses del Olimpo. Otros personajes son Atenea (Carole Ruggier), la Diosa de la Sabiduría y principal aliada de Kratos; Ares (Steven Blum), Dios de la Guerra y antagonista del juego; Poseidón (Fred Tatasciore), Dios del Mar, Afrodita (Carole Ruggier), Diosa del Amor; Zeus (Paul Eiding), Rey de los Dioses; Artemisa (Claudia Black), Diosa de la Caza y Hades (Nolan North), Dios del inframundo. Varios dioses le otorgan a Kratos magia o armas. Los personajes secundarios incluyen al Oráculo de Atenas (Susan Blakeslee), el enterrador (Paul Eiding), el quemador de cuerpos (Christopher Corey Smith) y el capitán del barco (Keith Ferguson). Otros personajes aparecen el flashbacks, incluyendo la esposa de Kratos, Lisandra (Gwendoline Yeo) y su hija Calíope, el Rey Bárbaro y el Oráculo del pueblo (Susan Blakeslee). El juego es narrado por Linda Hunt.

### Argumento
Kratos es un guerrero espartano que sirve a los dioses griegos del Olimpo. Los flashbacks revelan que antes fue un exitoso capitán espartano con grandes ansias de poder. Sin embargo, mientras se enfrentaba a un capitán bárbaro y a su ejército, a punto de ser derrotado y morir, hizo un pacto con Ares, dios de la guerra, en que le prometía ser su siervo a cambio de poder. Ares aceptó y le entregó las Espadas del Caos, consiguiendo derrotar al bárbaro y a sus tropas.
Sin embargo, guiado por Ares, atacó un pueblo ocupado por creyentes de Atenea. En secreto, Ares llevó a la mujer y la hija de Kratos al pueblo, quienes resultaron muertas a manos de Kratos durante la batalla. A pesar de que Ares creía que esto convertiría a Kratos en el guerrero perfecto, el espartano se rebeló contra él. El oráculo del pueblo le maldijo cubriendo su cuerpo con las cenizas blancas de su familia, ganándose el apodo de El fantasma de Esparta. Tras eso, empezó a servir a otros Dioses para que le liberaran de las visiones de su pasado.
Cuando el juego empieza, Kratos se enfrenta a varios enemigos, entre ellos, la Hidra, que ha dejado de servir a Poseidón y está sembrando el terror en las aguas del Mar Egeo. Antes de enfrentarse a ella, Poseidón le entrega su poder, la "ira de Poseidón", y con este, Kratos se dispone a enfrentarse a la hidra. Durante el camino, pasando ante una puerta, escucha que unas mujeres están en peligro, pero se necesita la llave para entrar, finalmente Kratos se encuentra con la reina hidra y ve al hombre que tenía la llave de la puerta pero la hidra devora al hombre y Kratos tendrá que enfrentarse a la hidra, Cuando la mata, Kratos se adentra en la boca de la hidra y salva al hombre que tenía la llave, aunque kratos solo toma la llave y deja caer al hombre, Kratos regresa a la puerta y logra abrirla, pero al entrar ya era tarde, ya los monstruos asesinaron a las mujeres, pero aun así Kratos mata a todas esas bestias, Kratos al ver los cuerpos muertos de las mujeres lo hacían recordar su pasado, un pasado del que no escaparía jamás, Kratos en su barco invoca a Atenea y le reclama que cuando le liberaran de las pesadillas, Atenea le dice que si hace un trabajo final, le liberarían de sus visiones. Atenea le manda a Atenas, donde Ares está masacrando la ciudad y tiene que matarlo, ya que Zeus ordenó que dos dioses no pueden pelearse. Tras un encuentro con un extraño enterrador que le previene de seguir con el trabajo, Kratos salva al Oráculo de Atenas, quien le dice que la única manera de derrotar al Dios es usar la Caja de Pandora, un artefacto mítico que otorga el poder necesario para matar a un Dios.
Kratos se aventura en el Desierto de las Almas Perdidas y Atenea le dice que la Caja está escondida en lo alto de un templo encadenado a la espalda del Titán Cronos (un castigo de Zeus por el papel de Cronos en la Gran Guerra). Kratos invoca al titán, escala durante tres días por su espalda, entra en el templo, supera los enemigos, trampas y obstáculos que encuentra hasta encontrar la Caja. Sin embargo, cuando la va a sacar del templo, Ares le mata lanzándole una columna mientras manda a las arpías para llevarse la caja. Kratos se despierta cayendo en el Inframundo, a la Laguna Estigia. Sin embargo, consigue escapar derrotando a los enemigos que encuentra y, con ayuda del misterioso enterrador, regresa a Atenas.
Kratos recupera la Caja de Pandora de Ares, la abre y usa su poder para convertirse en un gigante con poder similar a un Dios. A pesar de los intentos de Ares de destruir a Kratos mental y físicamente, incluso despojándole de las Espadas del Caos y su magia, logra sobrevivir y matar a Ares con la Hoja de los Dioses. Atenas es salvada, pero a pesar de la promesa de Atenea, le dice que sus pecados son perdonados, pero no pueden liberarle de sus pesadillas porque nadie, ni siquiera un Dios, puede olvidar las atrocidades cometidas por él. Abandonado por los Dioses, Kratos intenta suicidarse tirándose desde una montaña al mar, pero Atenea le rescata y transporta al Monte Olimpo. Como recompensa por sus servicios a los Dioses, le otorgan el puesto de Dios de la Guerra y un nuevo par de espadas.

## Jugabilidad
Véase también: Elementos de juego comunes en la serie God of War
God of War es un videojuego de acción y aventuras en tercera persona para un solo jugador con elementos de hack and slash, visto desde una perspectiva de cámara fija. El jugador controla al personaje Kratos en elementos combinados de combate, plataformas y rompecabezas, y lucha contra enemigos mitológicos griegos que incluyen soldados no muertos, harpías, minotauros, Medusa y las gorgonas, cíclopes, espectros, sirenas, sátiros, centauros, cerberos, y los oponentes jefes: la Hidra y un minotauro gigante conocido como el Guardián de Pandora. Los elementos de plataformas requieren que el jugador suba paredes y escaleras, salte a través de abismos, se columpie en cuerdas y se equilibre a través de vigas para avanzar a través de secciones del juego. Algunos acertijos son simples, como mover una caja para que el jugador pueda usarla como punto de partida para acceder a un camino inalcanzable con un salto normal, pero otros son más complejos, como encontrar varios elementos en diferentes áreas del juego para desbloquear una puerta.
En todo el mundo del juego, el jugador encuentra cofres verdes, rojos y azules que contienen orbes del color correspondiente. Los orbes verdes reponen la salud del jugador, los orbes azules reponen la magia y los orbes rojos brindan experiencia para mejorar las armas y la magia y reponen el medidor de ira, que, si está lleno, permite el uso de la habilidad Ira de los Dioses. Los orbes rojos también se obtienen matando enemigos y destruyendo ciertos objetos inanimados. El jugador también puede encontrar Ojos de Gorgona y Plumas de Fénix que aumentan la duración de los Medidores de Salud y Magia, respectivamente.

### Combate
El arma principal de Kratos son las Espadas del Caos: un par de hojas unidas a cadenas envueltas alrededor de las muñecas y los antebrazos del personaje. En el juego, las cuchillas se pueden balancear en varias maniobras. Más adelante en el juego, Kratos adquiere un arma secundaria llamada Espada de Artemisa: una gran espada que ofrece opciones de combate alternativas. Kratos también aprende a usar cuatro habilidades mágicas (como la Furia de Zeus, que le permite lanzar rayos a objetivos distantes) que le permiten matar objetivos individuales y múltiples. Otras habilidades mágicas incluyen la Mirada de Medusa, la Ira de Poseidón y el Ejército de Hades. Una reliquia llamada Tridente de Poseidón le permite a Kratos respirar bajo el agua y navegar a través de este entorno. Al principio del juego, Kratos adquiere una habilidad especial llamada Ira de los Dioses, que proporciona invulnerabilidad temporal y mayor daño de ataque.
En combate, se inicia un evento de tiempo rápido (QTE) cuando el jugador ha debilitado a un enemigo fuerte. El jugador realiza una secuencia de acciones en el controlador del juego poco después de que aparece una imagen de su botón circular como mensaje en pantalla. Esto permite un control limitado de Kratos durante una secuencia cinemática QTE que, si tiene éxito, finaliza la batalla; la falla generalmente resulta en dañar a Kratos. Similar en función es un minijuego de sexo rápido que ocurre cuando Kratos se encuentra con gemelas; esto se convirtió en una característica habitual a lo largo de la serie hasta God of War: Ghost of Sparta (2010).
Cuando se completa el juego, se desbloquea un modo de desafío de diez pruebas llamadas Desafío de los dioses; esto requiere que los jugadores completen una serie de tareas específicas. El jugador puede desbloquear disfraces adicionales para Kratos, videos detrás de escena y arte conceptual de los personajes y entornos, como recompensas. Completar cada nivel de dificultad desbloquea recompensas adicionales.

## Desarrollo
Santa Monica comenzó el desarrollo de God of War en 2002, bajo el título provisional Dark Odyssey, y lo presentó dos años después en SCEA Santa Monica Gamers' Day 2004. En una reunión con GameSpot en la Electronic Entertainment Expo (E3) de 2004, los desarrolladores dijeron que habría de 15 a 25 ataques diferentes con el arma principal del jugador en el juego final, con un sistema combinado de forma libre que permitiría a los jugadores combinar movimientos. en casi cualquier orden. GameSpot dijo que los desarrolladores describieron el juego "como una fusión de la acción de Devil May Cry con la resolución de acertijos de Ico" y señalaron que los jugadores podrían "dividir enemigos con un solo movimiento, como partirlos por la mitad".
El director y creador del juego, David Jaffe, confirmó que el juego sería una presentación cinematográfica. Dijo que en el E3, pudieron ver dónde los jugadores tenían problemas con el sistema de la cámara y dijo: "estamos haciendo pruebas de enfoque exhaustivas y usando datos recopilados del E3 para encontrar y solucionar las áreas problemáticas" de las cámaras. Dijo que confiaba en que el equipo solucionaría los problemas antes del lanzamiento del juego. Sin embargo, dijo que si los jugadores "odian los sistemas de cámaras cinematográficas, nada de lo que podamos hacer ayudará a que te gusten las cámaras de God of War". El juego usa el motor Kinetica de Santa Mónica, que desarrollaron para su juego anterior, Kinetica (2001).
Aunque el juego está basado en la mitología griega, el equipo de desarrollo se dio "mucha libertad" para modificar los mitos, y Jaffe dijo que tomaron los "aspectos más geniales del tema" y escribieron una historia usando esos elementos. En una entrevista para Eurogamer, dijo que si bien la idea de God of War era suya, el concepto estaba en deuda con Capcom porque había jugado Onimusha y dijo "hagámoslo con la mitología griega". Se inspiró en parte en el largometraje de 1981 Furia de titanes y dijo: "El verdadero concepto elevado para mí fue... fusionarlo con la revista Heavy Metal". Dijo que le gustaban tanto "las cosas de los niños... con la mitología griega" como la idea de agregar más temas para adultos como el sexo y la violencia.
Después del E3 2004, Jaffe le dijo a IGN que el objetivo del equipo creativo era "hacer que el jugador se sintiera brutal, dejando libre a su bestia interior y volviéndose loco". Dijo que el sistema de combate del juego tendría un grado de libertad sin igual. El equipo diseñó dos sistemas de combate: un sistema "macro", que les da a los jugadores la posibilidad de elegir entre combate normal, ataques mágicos o usar la función QTE para matar a un enemigo; y un sistema "micro", donde los jugadores presionan una secuencia de botones para realizar diferentes ataques. Se implementaron rompecabezas, incluidos los autónomos que incorporan hasta tres salas de juego y rompecabezas globales que se distribuyen en cuatro o cinco áreas. Jaffe comparó el juego con la popular serie Prince of Persia, que también incorpora elementos de rompecabezas y plataformas, y dijo que si bien cada rompecabezas de esa serie es una ligera variación del anterior, "cada rompecabezas de God of War es su propia bestia".
Frank Cifaldi de Gamasutra cubrió un discurso de Jaffe sobre el desarrollo de God of War en el D.I.C.E. Summit de 2006 en Las Vegas. Cifaldi dijo que "God of War fue una rara oportunidad para un diseñador de juegos" porque Sony le dio a Jaffe un control creativo casi completo para desarrollar un juego en sus términos con un presupuesto sustancial. Afirmó que Jaffe quería hacer el juego "por pasión, no por miedo, y que sería un juego que el mismo [Jaffe], como jugador, querría jugar". Jaffe dijo que la película de 1981 Raiders of the Lost Ark también inspiró el desarrollo de God of War; Quería que los jugadores se sintieran como un niño viendo esa película, pero no quería poner al jugador en el papel de un aventurero, haciendo referencia a los juegos de The Legend of Zelda. Explicó que God of War fue diseñado para ser simplista y avanzado, pero el juego "no es innovador ni único, y eso es intencional". Jaffe dijo que su sistema era superficial y "obligaba al equipo a crear contenido nuevo constantemente para llevar al jugador de un área de interés a la siguiente". Dijo que entendía el diseño de juegos modulares, la necesidad de tener niveles de gran detalle y gran apariencia sin tener que construir y texturizar cada pieza minúscula del entorno, pero "[él] se iba a aburrir" si no salían de esos límites.

## Lanzamiento
La demo del juego, llamada God of War: The Hydra Battle, fue lanzada el 1 de enero de 2005. La demo contiene parte de la primera pantalla del Juego, Kratos luchando en el Mar Egeo contra soldados e incluyendo una pequeña parte de la lucha contra la Hidra. El juego fue lanzado el 22 de marzo en Norteamérica, el 8 de julio en Reino Unido y el 17 de noviembre en Japón. A finales de julio, era el sexto juego más vendido de 2005. El 1 de marzo de 2006, estuvo disponible en la alineación de PlayStation 2 de Greatest Hits.
 Para julio de 2006, el juego había vendido 1 millón de copias y ganado $43 millones solo en los Estados Unidos. Next Generation lo clasificó como el 50.º juego más vendido lanzado para PlayStation 2, Xbox o GameCube entre enero de 2000 y julio de 2006 en ese país. En junio de 2012, Sony informó de que el juego había vendido más de 4,6 millones de copias en todo el mundo.
El juego y su secuela, God of War II, fueron lanzados en Norteamérica el 17 de noviembre de 2009 como parte de God of War: Collection, una versión remasterizada de los dos juegos para PlayStation 3 platform, con gráficos mejorados y sistema de trofeos. Esta versión se lanzó en Japón el 18 de marzo de 2010, en Australia el 29 de abril, y en Reino Unido el 30 de abril. God of War Collection se lanzó como descarga digital en PlayStation Store el 2 de noviembre de 2010 y fue el primer producto que contenía software de PlayStation 2 disponible mediante descarga. Los suscriptores de PlayStation Plus pueden descargar una versión de prueba de una hora de cada juego. Para junio de 2012, God of War Collection había vendido más de 2,4 millones de copias en todo el mundo. El 6 de mayo de 2014 se lanzó una versión para PlayStation Vita de God of War Collection. El 28 de agosto de 2012, God of War Collection, God of War III y God of War: Origins Collection se incluyeron en God of War Saga, bajo la línea PlayStation Collections de Sony para PlayStation 3 en Norteamérica.

## Banda sonora
God of War: Original Soundtrack from the Video Game, compuesta por Gerard K. Marino, Ron Fish, Winifred Phillips, Mike Reagan, Cris Velasco, Winnie Waldron y Marcello De Francisci, fue lanzado en CD por Sony Computer Entertainment como un producto exclusivo para Sony Connect Music Store el 1 de marzo de 2005. La banda sonora también estuvo disponible de forma gratuita para los clientes que compraron el juego a través de un código de cupón incluido con el juego. Varias de las pistas cuentan con pasajes de voz en off del videojuego. Dave Valentine de Square Enix Music Online lo calificó con un 8 sobre 10 y elogió a los compositores por evitar la producción de "un aburrimiento interminable de temas de acción". Elogió la banda sonora por tener "una gran cantidad de temas orquestales bien desarrollados, con un notable uso creativo de instrumentación étnica y antigua". Spence D. de IGN le dio a la banda sonora 6.9 sobre 10 y también elogió el uso de instrumentación étnica y antigua, pero criticó las transiciones desiguales entre las pistas. En marzo de 2010, la banda sonora se lanzó como contenido descargable como parte de God of War Trilogy Soundtrack en God of War III Ultimate Edition.
| Listado de pistas |                                    |          |  |
| N.º               | Título                             | Duración |  |
| 1.                | «Escape from Madness»              | 0:38     |  |
| 2.                | «The Vengeful Spartan»             | 1:21     |  |
| 3.                | «Kratos and the Sea»               | 2:21     |  |
| 4.                | «Have Faith»                       | 1:21     |  |
| 5.                | «The Splendor of Athens»           | 2:09     |  |
| 6.                | «This City Will Be Your Grave»     | 0:24     |  |
| 7.                | «Ares Destroys Athens»             | 1:13     |  |
| 8.                | «Mind the Cyclops»                 | 2:09     |  |
| 9.                | «Athenian Battle»                  | 3:07     |  |
| 10.               | «Exploring the Ruins»              | 2:02     |  |
| 11.               | «Athens Rooftops Fighting»         | 2:39     |  |
| 12.               | «Save the Oracle Challenge»        | 1:35     |  |
| 13.               | «Kratos' Evil Past»                | 2:01     |  |
| 14.               | «Too Late»                         | 1:58     |  |
| 15.               | «The Great Sword Bridge of Athena» | 2:17     |  |
| 16.               | «What the Oracle Spoke»            | 1:09     |  |
| 17.               | «The Story of Cronos»              | 1:17     |  |
| 18.               | «Battle the Lethal Sirens»         | 2:28     |  |
| 19.               | «The Temple of Pandora»            | 0:36     |  |
| 20.               | «Pandoran Cyclopes Attack»         | 1:42     |  |
| 21.               | «The Architect's Mysteries»        | 2:00     |  |
| 22.               | «Zeus' Wrath Divine»               | 3:04     |  |
| 23.               | «The Underwater World of Poseidon» | 3:04     |  |
| 24.               | «Minotaur Boss Battle»             | 1:57     |  |
| 25.               | «Burning Visions»                  | 1:15     |  |
| 26.               | «Pandora's Box»                    | 1:00     |  |
| 27.               | «Hades, God of the Underworld»     | 1:13     |  |
| 28.               | «The Fury of Ares»                 | 1:26     |  |
| 29.               | «Duel With Ares»                   | 2:26     |  |
| 30.               | «Enthroned on Mount Olympus»       | 1:57     |  |
| 31.               | «God of War End Title»             | 5:06     |  |
| 58:55             |                                    |          |  |

## Recepción
God of War recibió "aclamación universal" según el agregador de reseñas Metacritic con una puntuación de 94 sobre 100, y una puntuación del 94% de GameRankings. Tom Lane de CNN escribió: "God of War es el tipo de juego que te hace recordar por qué juegas en primer lugar". Dijo que es adictivo y que la acción se equilibra con una cantidad modesta de elementos de rompecabezas y plataformas. Elogió la rapidez con que progresa y dijo que "es uno de los [juegos] más violentos del mercado".
Raymond Padilla de GameSpy dijo que la jugabilidad es "excelente" y tiene "algo de la violencia más sangrienta, exagerada y excesiva que he visto". Elogió el sistema de combos por ser generoso, ya que los jugadores pueden ejecutar fácilmente combinaciones de ataques, pero agregó que puede desafiar a los jugadores que "se lanzan al sistema". Chris Sell de PALGN escribió que el aspecto más divertido del combate es su simplicidad. Dijo que los QTE son "muy agradables", "muy satisfactorios" y más entretenidos durante las peleas de jefes. Con respecto a la combinación de combate con plataformas, Sell dijo: "God of War lo logra a la perfección".
Lane dijo que la historia es "convincente", mientras que Sell afirmó que está bien diseñada y rara vez se detiene. Padilla escribió: "God of War es lo mejor que le ha pasado a la mitología griega" desde que Harry Hamlin interpretó a Perseo en Furia de titanes. Elogió el sonido como muy fuerte, pero sintió que algunas de las pistas musicales y de actuación de voz son exageradas. Kristan Reed de Eurogamer dijo que el audio es "un ejemplo asombrosamente evocador de una banda sonora dramática bien calculada y efectos estruendosos".
Sell afirmó que los gráficos son "posiblemente los mejores en PS2" y los juegos rivales en Xbox. Dijo que los modelos de personajes son "excelentes" y que cada nivel tiene su propia sensación distintiva. Eric Blattberg de PlayStation Universe elogió los gráficos por ser impecables, realistas y capaces de ejecutarse a 480p en un televisor de pantalla ancha. Dijo que las texturas son "excelentes" y que los entornos son "impresionantes e increíblemente detallados". Mikel Reparaz de GamesRadar notó la cantidad de detalles y explicó que, como consecuencia del envejecimiento del hardware de la PS2, "los gráficos ocasionalmente tartamudean o incluso se ralentizan". Aun así, le dio al juego una puntuación perfecta y concluyó: "Estos problemas son pequeños problemas al lado del diseño creativo, la trama fascinante y la diversión total de God of War. Uno de los mejores títulos de acción en la PS2, God of War se destaca como una obra maestra ultraviolenta".
Sell dijo que God of War tiene muy pocas fallas y que la única que vale la pena mencionar es el sistema de cámaras: dijo que aunque las cámaras hacen un gran trabajo al seguir a Kratos, "hay algunos momentos molestos cuando eres atacado por algo fuera de la pantalla, o fallas al dar un salto porque realmente no pudiste verlo correctamente". Otras quejas menores de Sell incluyen su falta de rejugabilidad, la cantidad de tiempo que lleva actualizar los elementos y la pelea final con Ares, que dijo que es "un poco decepcionante". Reed escribió que en algunas ocasiones notables, encontró algunos de los actos de equilibrio de plataformas "un poco molestos". Dijo que los jugadores pueden sentirse abrumados por la cantidad de enemigos, pero finalmente "pondrán en marcha su cerebro y sus reacciones y pasarán a la siguiente sección de agarre y se sentirán enormemente satisfechos".

### Premios y reconocimientos
God of War ganó varios premios al "Juego del año". En los Spike Video Game Awards de 2005, fue nombrado "Mejor juego de acción" y David Jaffe ganó el premio al "Diseñador del año" por el juego. También fue nominado a "Juego del año", "Mejor interpretación de un hombre humano" (T.C. Carson como Kratos) y "Mejor banda sonora original". En los premios Interactive Achievement Awards de 2006, ganó varios premios, incluidos "Juego general del año", "Juego de consola del año" y "Juego de acción/aventura del año". En 2009, IGN nombró a God of War como el séptimo mejor juego de PlayStation 2 de todos los tiempos. En noviembre de 2012, la revista Complex nombró a God of War el undécimo mejor juego de PlayStation 2 de todos los tiempos.

## Otros medios

### Novela
Una novelización oficial del juego, titulada God of War, fue anunciada en julio de 2009, junto con una novelización de God of War II. Fue escrito por Matthew Stover y Robert E. Vardeman, y fue publicado el 25 de mayo de 2010 por Del Rey Books. En una entrevista para la revista Play, Vardeman dijo que un libro de mitología escrito en la década de 1930 hizo que se interesara por la mitología griega, y que la oportunidad de trabajar en la novela God of War "era una oportunidad que no se podía perder". Dijo que era necesario dar a los lectores una base sólida de la trama y que la novela requería material adicional para que no siguiera simplemente la acción del juego. Aunque no ha jugado el juego, dijo que God of War se basó en la mitología griega tradicional de Edith Hamilton, esencialmente "la mitología aceptada con esteroides". Vardeman llamó a Kratos un personaje sustancial y continuó: "Este conflicto de motivos lo convierte en un gran héroe, aunque con problemas". Confirmó su trabajo en la segunda novela de God of War, diciendo que hay muchas ideas posibles para la historia de Kratos y que "sería una pena" si no hubiera libros adicionales para completar los detalles de sus misiones, como las historias de los tiempo mientras era un siervo de Ares o antes de que conociera al rey bárbaro. God of War fue nominado para el International Association of Tie-in Writers Scribe Award como novela mejor adaptada en 2010.
La novela relata los eventos del juego y ofrece una visión más profunda de su historia, explicando que Athena quería que Kratos matara a Ares y explicando cómo manipuló a los otros dioses, con la excepción de Zeus, para ayudar a Kratos. Después de enterarse de los planes de Atenea, Zeus decide ayudar a Kratos (con magia y como sepulturero) con la intención de que Kratos se convierta en el nuevo dios de la guerra después de matar a Ares. Poseidón es persuadido por Atenea cuando ella lo convence de que Ares trajo la Hidra a su dominio. Artemisa está convencida porque Ares y sus secuaces están destruyendo su desierto y su vida silvestre, y al ayudar a Kratos evitará la destrucción futura. Atenea manipula a Afrodita para que crea que Medusa está conspirando contra ella. Hades, sin embargo, se omite del libro, ya que Kratos no se encuentra con él ni obtiene su magia. Otra omisión del libro es que Kratos recibe un nuevo juego de espadas de Atenea, y se revela que las Espadas del Caos fueron forjadas por Hefesto en el Tártaro.
El dios Hermes no está en el juego, pero en la novela es el responsable de informar a Atenea que Kratos se está suicidando. Los nuevos personajes incluyen a Coeus, el primer oficial de la nave de Kratos, y los dos sirvientes de Medusa: Jurr y un ciego. Se revela que las gemelas encontradas en el minijuego sexual son las hijas de Afrodita llamadas Zora y Lora. El libro también explica cómo ciertas criaturas de la mitología que fueron asesinadas por héroes, aparentemente, todavía están vivas. Por ejemplo, Zeus recuerda que Hércules mató a la Hidra, y Atenea lo confirma, pero le informa a Zeus que la nueva Hidra es un engendro recién nacido de los titanes Tifón y Equidna, y que fue liberada por Ares.

### Acción en vivo
En 2005 se anunció una adaptación cinematográfica. Jaffe confirmó que David Self había completado un guion y que estaban buscando un director. Universal Studios se comprometió a hacer la película, pero Jaffe, sin darse cuenta de su estado, finalmente expresó dudas de que la película se estrenaría. En septiembre de 2008, Brett Ratner le dijo a UGO que dirigiría la película, pero en febrero de 2009, se reveló que había dejado el proyecto para dirigir Tower Heist de 2011. En marzo de 2010, Santa Mónica confirmó que no tenía control creativo sobre la película. Durante el documental God of War - Game Directors Live, filmado el 1 de septiembre de 2010, Jaffe dijo que "el guión salió hace un año y medio para Daniel Craig, quien interpreta a [James] Bond, pero lo rechazó". Indicó que un actor había firmado desde entonces para el papel de Kratos y dijo: "Esta nueva persona es bastante buena, si eso resulta ser cierto".
En julio de 2012, The Hollywood Reporter confirmó que dos de los escritores de Pacific Rim (2013) y varias de las películas de Saw, Patrick Melton y Marcus Dunstan, habían sido contratados para adaptar God of War a una película. Melton y Dunstan le dijeron a IGN que fueron contratados para reelaborar el guion de Self, ya que se consideró obsoleto, ya que se escribió antes de películas recientes del mismo género, como Furia de titanes (2010) y su secuela, Wrath of the Titans (2012). Dijeron que querían humanizar a Kratos, quien comenzaría como un mortal y aún tendría a su familia, siendo el cambio fundamental el ataque bárbaro. Melton agregó: "Vamos a aprender sobre [Kratos] y entender cómo opera. Así que son potencialmente 30 minutos... de construir este personaje para que, cuando... se convierta en el Fantasma de Esparta, lo entendamos". como humano y... el viaje que va a emprender". Según Dunstan, "con una película más grande como God of War, tienes que profundizar un poco más en el personaje en lugar de una película de terror". Melton y Dunstan también dijeron que tenían "grandes planes" para Ares, quien "[se] convertiría en un villano más proactivo" más allá de su incursión en Atenas. En noviembre de 2012, los escritores le dijeron a GameSpot que God of War "mejoraría películas como Furia de Titanes e Immortals al dar un paso en una dirección más audaz". Melton dijo que Sony los "animó" a hacerlo diferente de otras películas del mismo género. También se confirmó que Charles Roven y Alex Gartner, los productores de la película Uncharted, producirían la película God of War a través de Atlas Entertainment. Se había "entregado" un guion y la película tenía un presupuesto de 150 millones de dólares estadounidenses.
A principios de 2013, el director del juego de God of War: Ascension, Todd Papy, fue interrogado sobre el estado de la película, pero él no estaba al tanto. La escritora principal detrás de los videojuegos God of War (2005-2013), Marianne Krawczyk, dijo que su principal preocupación con la adaptación cinematográfica era elegir a Kratos debido a la conexión de los jugadores con la versión del videojuego, ya que habría un actor diferente con un voz diferente que retrata al personaje, que presumiblemente tendría más líneas habladas que Kratos en los juegos. Tras el lanzamiento de God of War de 2018, sin más actualizaciones sobre la película del juego original, comenzaron a circular rumores sobre una posible adaptación del nuevo juego. Sin embargo, en mayo de 2021, un portavoz de Sony confirmó que no había ninguna adaptación cinematográfica o televisiva de God of War en desarrollo. Durante una sesión informativa para inversores el 26 de mayo de 2022, el presidente de Sony Interactive Entertainment, Jim Ryan, confirmó que se estaba desarrollando una serie de televisión de God of War para Amazon Prime Video, aunque no se ha confirmado si esta serie adaptará los juegos originales basados en la mitología griega o los juegos más nuevos basados en la mitología nórdica.

### Trabajos citados
- Santa Monica Studio, ed. (2005). God of War (Instruction manual). Sony Computer Entertainment.
- Stover, Matthew; Vardeman, Robert (25 de mayo de 2010). God of War. God of War (1st edición). United States: Del Rey Books. ISBN 978-0-345-50867-6.
- Vardeman, Robert (12 de febrero de 2013). God of War II. God of War (1st edición). United States: Del Rey Books. ISBN 978-0-345-50868-3.